# PHProxy
PHProxy是由阿联酋人Abdullah Arif开发的一套PHP在线代理系统，采用GNU GPL作为其许可证，通过利用服务器端与主机联系并将信息通过HTTP以HTML的形式返回至客户端。
由于众多境外著名网站受到防火长城的封锁，PHProxy在中国的网民中使用频率极高，中国的网民们纷纷使用基于PHProxy的网站。
2007年9月7日，开发者在PHProxy主页上发表声明，停止一切与PHProxy相关的开发，并放弃与PHProxy相关的所有权利。